# Stadhuys

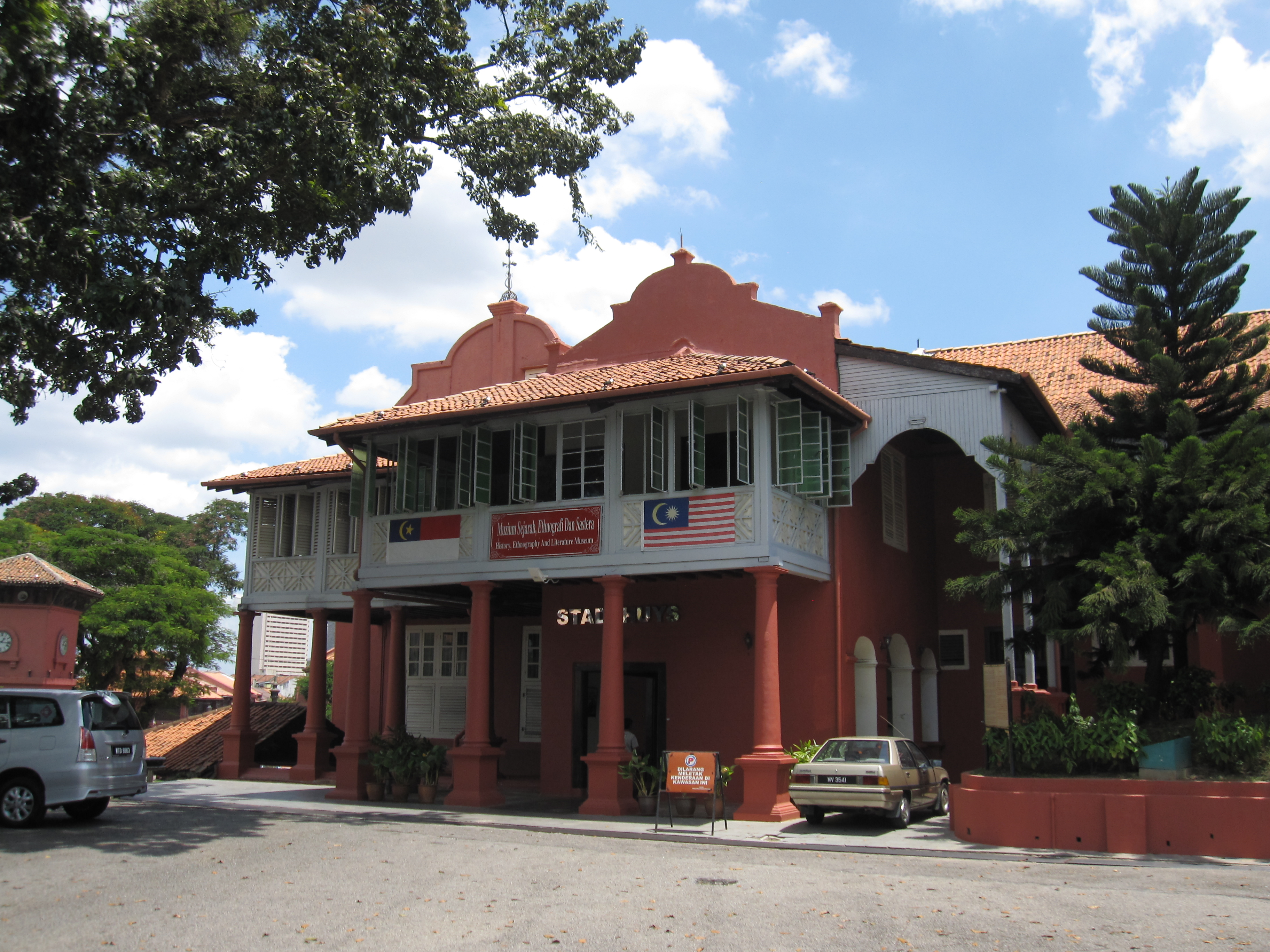
Het Stadhuys in 2011

Het Stadhuys is een historisch stadhuis in het centrum van Malakka, de hoofdstad van de staat Malakka. Het Stadhuys werd in 1650 als woning voor de gouverneur gebouwd door de Nederlandse inwoners van Nederlands-Malakka.

## Beschrijving
Het Stadhuys is gelegen aan de Laksamana Road en is, naast de Christ Church, eveneens gebouwd door de Nederlanders, een van de oudste Nederlandse historische gebouwen in deze regio. Tegenwoordig is het gebouw in gebruik als museum voor geschiedenis en etnografie en worden er voorwerpen uit de geschiedenis van Malakka tentoongesteld. Het is een van de belangrijkste musea van de regio.

## Malacca Free School
Toen Malakka in de negentiende eeuw werd overgedragen aan de Engelsen werd er door missionarissen nabij het stadhuis, op 7 december 1826, de Malacca Free School geopend. Dat was als reactie op een brief van 19 april 1825, getekend door J. Humprey, J.W. Overee en A.W. Baumgarten, waarin zij opriepen tot de bouw van een Engelstalig onderwijsinstituut in Malakka. De school, die vrij onderwijs aan bewoners van de stad gaf, werd uiteindelijk in 1871 hernoemd in Malacca High School en verplaatst naar de Chan Koon Chengweg in 1931.